# Polizei (Saudi-Arabien)

Die Polizei in Saudi-Arabien heißt offiziell Behörde für öffentliche Sicherheit (arabisch مديرية الأمن العام, DMG Mudiriyyat al-amn al-ʿāmm, englisch general directorate of public security; umgangssprachlich asch-Schurta / الشرطة / aš-Šurṭa). Sie ist ein Exekutivorgan des Staates im Königreich Saudi-Arabien. Sie sind jedoch keine komplett unabhängige Staatsgewalt. In Artikel 44 der Grundordnung (Verfassung) des Landes heißt es: 

„Die Behörden des Staates setzen sich wie folgt zusammen: die Justizbehörden, die exekutiven (vollziehenden) Behörden, die Regulierungsbehörden. Diese Behörden kooperieren miteinander bei der Erfüllung ihrer Aufgaben im Einklang mit den Gesetzen. Der regierende König ist der Bezugspunkt und die höchste Autorität für die Behörden.“

 Die Polizei ist über den Notruf mit der Durchwahl 999 erreichbar.

## Zuständigkeiten und Verwaltung
Die Polizeibehörde ist zuständig für die Verfolgung von Straftaten. Sie wird zentral geführt. Über die Provinzen verteilen sich Polizeidirektionen und Wachen. Die Leitung obliegt über der Generaldirektion für die Polizeibehörden dem Innenministerium. Die Befugnisse des Polizeiapparats sind hoheitlicher Natur (Gewaltmonopol) im Rahmen der Verfassung (Dienstanweisungen). Ein kodifiziertes Polizeigesetz existiert nicht. Die Polizei unterliegt nach Artikel 49 und 53 der Grundordnung einer Pflicht, jeder Straftat nachzugehen (vergleiche das deutsche Legalitätsprinzip). Da Gewerkschaften sowie Streik landesweit verboten sind, besitzt die saudische Polizei keine Polizeigewerkschaft.
Polizeibeamte dürfen Frauen nur zu zweit befragen und dürfen sie in ihrem Gewahrsam nicht über oder in der Nacht behalten. Da es in Saudi-Arabien keine Frauenhäuser gibt, kann dies zu dramatischen Situationen führen.
Der landesweit flächendeckende Funk wurde 1975 eingeführt, inzwischen wird ein Digital-Funksystem benutzt. Ein zentraler Polizeicomputer speichert Daten zu Vorstrafen, polizeilichen Vorladungen, gestohlenen Fahrzeugen oder desgleichen, die in den jeweiligen Streifenwagen abrufbar sind. Diese Daten umfassen bei Ausländern auch die Länge und den Grund des Aufenthaltes im Lande. Die Korruption innerhalb der Polizei ist – im Vergleich zur öffentlichen Verwaltung sowie anderen Ländern in der Region – eher niedrig.

Geparkte Streifenwagen der Polizei in Riad am 11. März 2011, der sog. „Tag des Zorns“, an dem es Proteste gab.

Anfang 2013 wurde eine bevorstehende Zusammenarbeit der saudischen Polizei mit der Kanadischen Bundespolizei (Royal Canadian Mounted Police) im Bereich der investigativen Technik bekannt gegeben.
Die Administration der Polizei ist zentral angelegt und unterteilt sich:

### Polizeiverwaltung
- Assistant for Training (Ausbildung)
- Assistant for Procurement and Supplies (Beschaffung und Zubehör)
- Assistant for Security Affairs (Sicherheit Angelegenheiten)
- Assistant for Planning and Development (Planung und Entwicklung)
- Assistant for Administrative Affairs (Verwaltungsangelegenheiten)

### Budgetverwaltung
- Verwaltung des Haddsch und der Umra
- Dokumentation und Archiv-Center
- Finanzverwaltung
- Studien- und Forschungszentrum
- Pressesprechung
- Office of P.S. Director
- Rentenverwaltung
- Medizinische Angelegenheiten
- Allgemeines
- Kommunikationssysteme
- Verkehr
- Streifenplanung
- Käufe und Ausschreibungen
- Beweismittelsicherung
- Projekte und Wartung
- Rechtsausschuss
- Sicherheit und Schutz[1]

## Aufgaben
Einen Teil ihrer Aufgaben fasst die Polizeibehörde auf ihrer Webpräsenz folgend zusammen:
- Ermitteln in Straftaten.
- Die Umsetzung von Haftbefehlen und das überstellen von Verhafteten an die Justiz.
- Mit internationalen Gremien zusammenarbeiten um den Kriminellen Fluss zu dämmen.
- Für den Schutz der Besucher des Landes und der Besucher der Heiligen Städten einstehen.
- Verkehrskontrollen durchführen. Das Verfolgen von Straftaten, Ordnungswidrigkeiten sowie anderer Verkehrsdelikte wie Geschwindigkeits und Abstandsmessungen.
- Datenschutzgesetze durchsetzen.
- Grenzschutz
- Aufrechterhaltung der Ordnung und Sicherheit im Allgemeinen.[1]

Die Polizei erteilt zudem für Feuerwerkskörper und Schusswaffen sowie für die Eröffnung von Waffen-Werkstätten Genehmigungen, die ministeriell geprüft werden. Auch Beschwerden über Ermittlungsverfahren können bei der Polizei eingereicht werden.
Die Polizei stellt auch Pässe und Identitätsausweise für saudische Staatsbürger sowie Aufenthaltsgenehmigungen für Ausländer aus und prüft deren Visa. Für ausländische Touristen und Gastarbeiter ist eine genehmigte Einladung zwingend.
Die Polizei unterstützt des Weiteren die Mabahith, eine Geheimpolizei für innere Sicherheit und Spionageabwehr in der Zuständigkeit des Innenministeriums, sowie die sog. Religionspolizei. Nach Reformen in den letzten Jahren wurden der regulären Polizei Rechte der Religionspolizei übertragen. Seither sind die Religionspolizisten in der Regel mit einem Beamten der regulären Polizei unterwegs, dieser ist befugt, die Identität von Passanten festzustellen und die Personalien aufzunehmen. Anzeigen von Bürgern gegen Religionspolizisten wegen Gewaltanwendung und Belästigung werden ebenfalls bei der Polizei aufgegeben. Der Großmufti und Vorsitzende der Religionspolizei, Abd al-Aziz asch-Schaich legte nach den Reformen Frauen nahe, aufdringliche Religionspolizisten anzuzeigen.

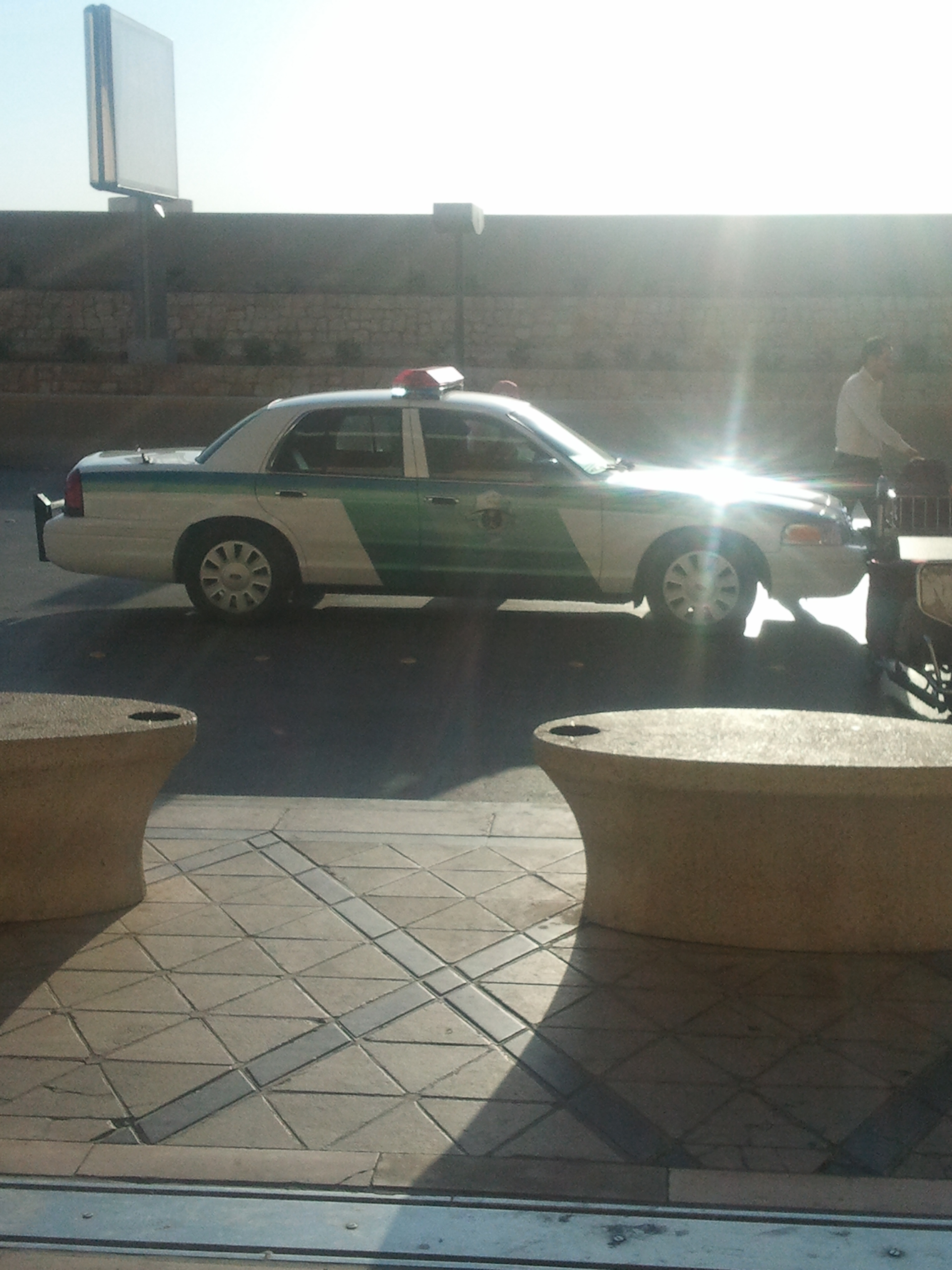
Streifenwagen der Polizei in Riad

Nur die reguläre Polizei habe die Befugnis, rechtliche Schritte gegen Bürger einzuleiten.

## Aufbau
Der Aufbau der Polizei entspricht den 13 Provinzen Saudi-Arabiens. Die Polizei teilt sich in drei verschiedene Divisionen auf, die Schutzpolizei, die Ermittlungspolizei (Kriminalpolizei) und die Verkehrspolizei. Das Büro von Interpol im Lande ist in fünf Direktionen unterteilt. Die drei Divisionen agieren unabhängig voreinander, die Ermittlungspolizei operiert in der Regel eng mit der Staatsanwaltschaft zusammen und nimmt auch mit dieser Eidesstattliche Erklärungen ab. Der Transport von Zeugen wird von der Schutzpolizei übernommen, der Verkehrspolizei obliegt die Straßenüberwachung und die Ausstellung von Führerscheinen.
Die Abteilung des Grenzschutzes der Polizei arbeitet mit EADS zusammen und wurde in der Bedienung der Geräte seit 2007 von der deutschen Bundespolizei ausgebildet. Derzeit (2012) unterrichten Beamte der Deutschen Bundespolizei, die saudischen Offiziere und Mannschaftsdienstgrade in den Bereichen Grenzpolizei, Einsatz- und Führungslehre sowie der Ersten Hilfe. Die Gewerkschaft der Polizei kritisierte den Einsatz und forderte die sofortige Beendigung. Die Aufgaben sowie finanziellen Angelegenheiten des Auftrages in Saudi-Arabien seien nicht transparent. Im Februar 2013 wurde bekannt gegeben, dass die Polizeiliche Zusammenarbeit zwischen beiden Ländern noch weiter ausgebaut werden soll. Aufgrund anhaltender Kritik erklärte die Bundespolizei: „Menschenrechte und rechtsstaatliche Grundsätze gehören zu den Kursinhalten“. Bis zum Mai 2011 waren mindestens 35 Angehörige der Bundespolizei am Training von 1685 Saudi-Arabern beteiligt.
Neben uniformierten Streifenpolizisten operieren auch Beamte in Zivil.
Die Polizei verfügt landesweit über 13 Polizeioberämter, die in verschiedene Direktionen und Wachen in den jeweiligen Gebieten unterteilt sind.

## Spezialeinheiten
Die Polizei verfügt über fünf Spezialeinheiten, die ihre eigenen Dezernate unterhalten. Die bedeutendste hiervon ist die Special Emergency Forces.
Die Special Emergency Forces sind eine 1972 mit Hilfe des GIGN und des FBI gegründete Anti-Terror-Einheit. Derzeit unterhält sie offiziell 13 Operationsbasen im Lande. Sie hat bis zum 1. September 2006 über 200 erfolgreiche Operationen durchgeführt.
Eine dieser Operationen fand zum Beispiel am 23. Juni 2006 in Riad statt, dabei wurden sechs Terroristen, die der al-Qaida angehörten, getötet. In den Jahren 2003 und 2004 sollen im Königreich bei Zusammenstößen mit den Sicherheitskräften 92 Extremisten getötet und 52 Terrorangriffe vereitelt worden sein. Die Einheit erhielt ihre Beratung für Aufbau und Ausbildung unter anderem ebenfalls von der GSG 9 der Bundespolizei.
Trotz laufenden Ausbaus der Einheit beklagte die Polizei bei Einsätzen gegen mutmaßliche Terroristen öfters Verletzte und getötete Beamten.

## Kritik
In den konservativen Teilen der Bevölkerung gerät die Polizei unter Kritik, da sie weitaus weniger Delikte verfolgt als die Religionspolizei. Beispielsweise ignoriere sie Frauen die gegen das Fahrverbot verstießen, oder auch Verstöße gegen Kleidungsvorschriften, Sittengesetze, zu „westliches Auftreten“ und Hexerei (Wahrsager, Mystiker und Astrologen). Ein Gesetz, das Frauen das Autofahren konkret verbietet, gibt es nicht. Der stellvertretende Innenminister erklärte im Mai 2011, dass er von seinen Beamten erwarte, das Fahrverbot durchsetzen, obwohl es sich nur auf eine Fatwa stützt und nicht gesetzlich festgeschrieben ist. Insbesondere in der Hafenstadt Dschidda verfolge die Polizei keine Sittenverstöße und achte nicht auf das Einhalten der Kleidervorschriften bei Frauen. Einzelne Polizisten in führenden Positionen bezeichneten die Verfolgung von solchen Angelegenheiten als „nicht mehr zeitgemäß“ und „Kleindelikte“.

Auch Menschenrechtsorganisationen kritisieren die saudische Polizei. Als Beispiel wird oft die Freiheitsberaubung angeführt, gemäß Artikel 36 der Grundordnung Saudi-Arabiens: 

„Der Staat sorgt für die Sicherheit aller Bürger und Einwohner. Niemand hat das Recht, jemanden in seiner Freiheit einzuschränken, ihn zu verhaften oder gefangen zu halten außer gemäß den Regeln des Systems.“

 Auch bei Festnahmen, vorübergehendem Freiheitsentzug und Schutzhaft (Statute of Principles of Arrest, Temporary Confinement and Preventive Detention / SPAD) haben Polizeibeamte sehr weitgehende Kompetenzen.
Nach Berichten von amnesty international beklagen sich meist ausländische Staatsbürger aus ärmeren Ländern, die oft der arabischen Sprache kaum mächtig sind, immer wieder über Misshandlungen, Folter und exzessive Gewaltanwendung durch Polizeibeamte. Gegebenenfalls müssen solche Verdächtige arabisch verfasste Geständnisse unterschreiben, ohne Kenntnis des Geschriebenen.
Ein weiterer Vorwurf ist, dass trotz gesetzlicher Bestimmungen die Polizei sowohl bei häuslicher Gewalt, als auch sexuellem Missbrauch gegen ausländische Frauen, die als Hausangestellte arbeiten (meist Philippinen, Indonesien und Thailand), wegschaue und keinen Schutz biete.
Der Polizei wird von Menschenrechtsorganisationen ebenfalls vorgeworfen, bei Protestaktionen das geltende Versammlungsverbot gewalttätig durchzusetzen. So starben bei den Protesten ab 2011 18 Demonstrierende bei Zusammenstößen mit den Sicherheitskräften, die meisten davon erlagen Schussverletzungen mit scharfer Munition. Ebenfalls starb ein Polizeibeamter, der von einem vorbeifahrenden Motorrad aus beschossen wurde. Die Polizei erklärte die Kritik für unangebracht, die Gewalt gehe von den Demonstranten selber aus. Es war unklar, ob die Sicherheitskräfte gegen die schiitischen Demonstrierenden scharfe Munition oder Gummigeschosse verwendet hätten, hieß es in den internationalen Medien. Märsche und Sit-Ins verstießen gegen das Gesetz, sowie die Werte und Traditionen der saudi-arabischen Gesellschaft, erklärte das Innenministerium. Die Polizei sei berechtigt, „alle nötigen Maßnahmen“ zu ergreifen, um gegen „Gesetzesbrecher“ vorzugehen. Durch ein landesweites massives Aufgebot an Einsatzkräften konnte die Polizei weitere Demonstrationen und Versammlungen verhindern.
Des Weiteren wird der Polizei wie auch der Staatsanwaltschaft und sonstigen Strafverfolgungsbehörden vorgeworfen, die 2001 eingeführte und seitdem erweiterte Strafprozessordnung nicht korrekt anzuwenden oder teilweise komplett zu ignorieren.
Die Organisation Human Rights Watch wirft der Grenzpolizei vor, an der Grenze zum Jemen gezielt auf Flüchtlinge geschossen zu haben.